# Cortal d'en Calcina
El Cortal d'en Calcina és un veïnat de la comuna vallespirenca de les Cluses, a la Catalunya Nord.
És al nord-oest del terme comunal; la carretera D900 hi passa pel mig. És a la zona baixa i plana del terme de les Cluses, a la dreta de la Roma, al nord de la Clusa Baixa i al sud-est del Mas d'en Forcada.